# Petroniu
Arbiter Gaius Petronius, cunoscut în limba română și ca Petroniu (aprox. 27 - 66) a fost un om politic și scriitor latin, autor al romanului Satyricon.
A fost consilierul lui Nero în privinșa gustului.